# Eric Morley
Eric Douglas Morley (Londres, 26 de septiembre de 1918 - Ibidem, 9 de noviembre de 2000) fue el fundador del concurso de belleza Miss Mundo.

## Biografía y carrera
El padre de Morley murió cuando sólo tenía 11 años de edad. Fue huérfano cuando su madre y su padrastro murieron de tuberculosis. Asistió a Whitstable Grammar School en Kent. Durante la guerra pasó a ser capitán en el Real Cuerpo de Ejército de servicios, la organización de entretenimiento para las tropas y los combates en Dunquerque. En 1960 se casó con Julia Morley. 
Morley comenzó su carrera en la industria del entretenimiento en 1946 a raíz de su demob y se incorporó a la organización como jefe de publicidad.Cambió la empresa de una pequeña restauración y el baile en una empresa líder de entretenimiento y servicio de compañía en el Reino Unido.Se emplean 15000 personas y salas de baile cubiertas, la restauración, bingo, juegos de azar, el hielo-patinaje, pistas de bolos, discotecas y algunos restaurantes. La compañía también proporcionó la restauración y el entretenimiento para servicios varios de los mayores clubes de fútbol en Londres, Arsenal, Chelsea y Tottenham Hotspur. Después, fue elegido presidente de la cervecería en crisis Bellhaven empresa en Escocia. Morley también tuvo ambición política, en las elecciones generales de 1979, que roza el Partido Laborista.
Miss Mundo se inició en 1951 como una herramienta promocional para La Meca, en el comienzo que se celebró en La Meca salas. La primera vinculada a la competencia con el Festival de Gran Bretaña. El concurso fue visto por 20 millones de personas en Gran Bretaña en su apogeo en los años 1970 y 1980. 
En 1968 su esposa Julia Morley se hizo cargo del funcionamiento cotidiano de Miss Mundo y tras la muerte de Morley en 2000 asumió el puesto de trabajo como presidente del concurso. 
Murió de un ataque al corazón, el 9 de noviembre de 2000, en el Hospital Princesa Grace, oeste de Londres.